# Sedalia (Kentucky)
Sedalia es un lugar designado por el censo ubicado en el condado de Graves en el estado estadounidense de Kentucky. En el Censo de 2010 tenía una población de 295 habitantes y una densidad poblacional de 95,96 personas por km².

## Geografía
Sedalia se encuentra ubicado en las coordenadas 36°38′55″N 88°36′5″O / 36.64861, -88.60139. Según la Oficina del Censo de los Estados Unidos, Sedalia tiene una superficie total de 3.07 km², de la cual 3.06 km² corresponden a tierra firme y (0.34%) 0.01 km² es agua.

## Demografía
Según el censo de 2010, había 295 personas residiendo en Sedalia. La densidad de población era de 95,96 hab./km². De los 295 habitantes, Sedalia estaba compuesto por el 96.27% blancos, el 0.34% eran afroamericanos, el 0% eran amerindios, el 0% eran asiáticos, el 0% eran isleños del Pacífico, el 2.37% eran de otras razas y el 1.02% pertenecían a dos o más razas. Del total de la población el 2.37% eran hispanos o latinos de cualquier raza.